# 大克魯皮利

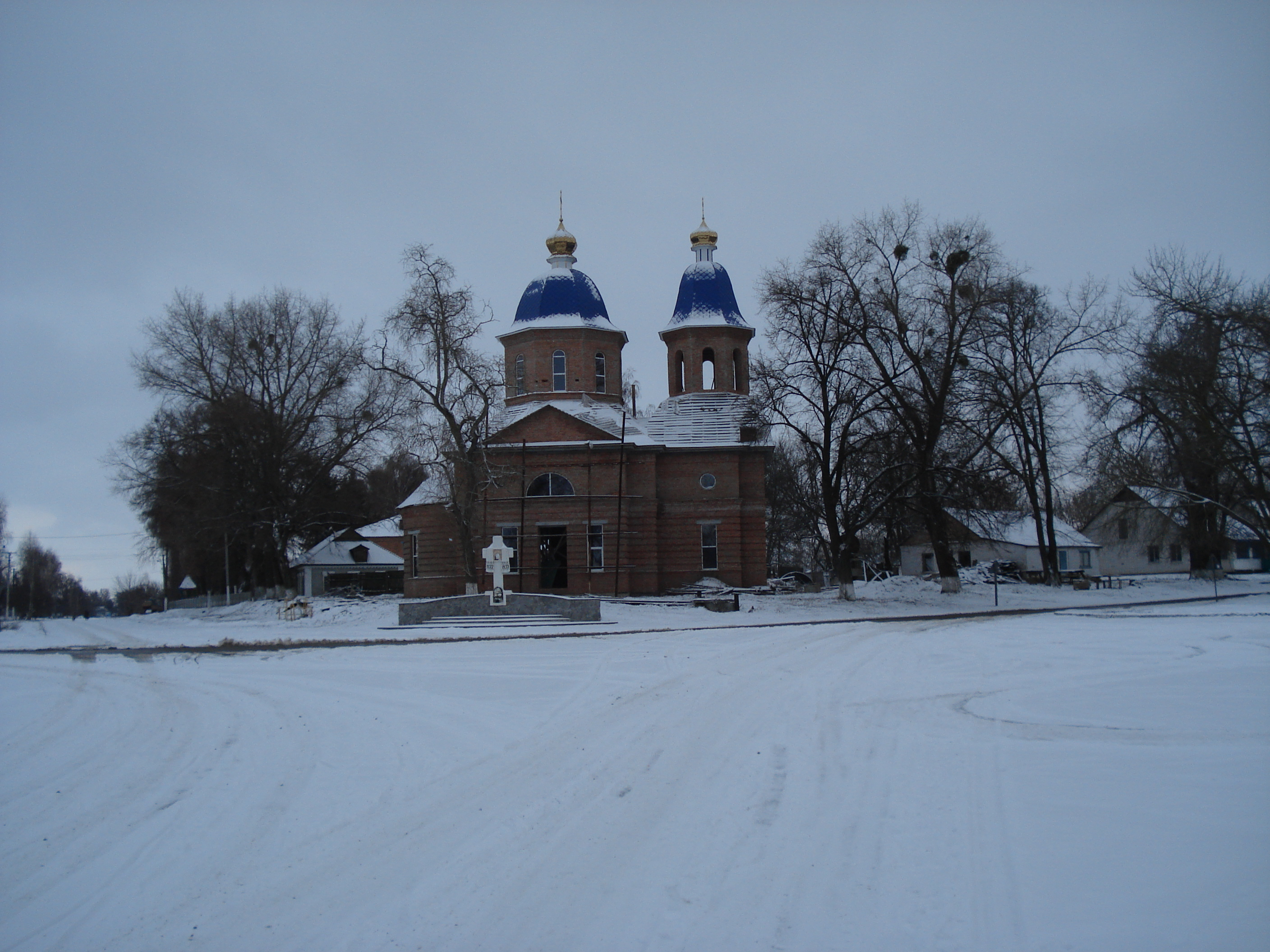

50°29′34″N 31°30′23″E / 50.49278°N 31.50639°E
大克魯皮利（烏克蘭語：Великий Крупіль）是位於烏克蘭北部的村莊，由基辅州布羅瓦里區的茲胡里夫卡市鎮負責管轄。該村始建於1800年，面積3平方公里，海拔高度118米，人口400。